# Otarocyon macdonaldi
Otarocyon macdonaldi is een fossiele hondachtige uit de Borophaginae die bekend is van het Orellan van South Dakota en Montana. De soort is genoemd naar J. Reid MacDonald voor zijn bijdragen aan de paleontologie en stratigrafie van South Dakota.
O. macdonaldi verschilt van de andere soort van het geslacht, O. cooki doordat hij iets kleiner is en een langere en smallere bek heeft. Ook heeft hij de kenmerken van het geslacht Otarocyon in iets mindere mate.
Otarocyon macdonaldi · Otarocyon cooki